# Kveldssanger
A második lemez tartogatja az Ulver első meglepetését. Az album az elejétől a végéig csak akusztikus dalokat tartalmaz, melyeket Garm szerzett és hangszerelt. Már az előző lemezen is megjelentek az akusztikus részek, de itt teljes értékű darabokká váltak. Az album jelentős része instrumentális, a kevés ének gregorián-szerű.

## Számlista
1. Østenfor Sol og vestenfor Maane – 3:26
2. Ord – 0:17
3. Høyfjeldsbilde – 2:15
4. Nattleite – 2:12
5. Kveldssang – 1:32
6. Naturmystikk – 2:56
7. A cappella (Sielens Sang) – 1:26
8. Hiertets Vee – 3:55
9. Kledt i Nattens Farger – 2:51
10. Halling – 2:08
11. Utreise – 2:57
12. Søfn-ør paa Alfers Lund – 2:38
13. Ulvsblakk – 6:56

## Zenészek
- Garm – gitár, ének
- Håvard Jørgensen – gitár
- Erik Olivier Lancelot – gitár
- Alf Gaaskjønli – cselló
- Kristian Romsøe – hangmérnök